# Рагимов, Ильгар Эльхан оглы
Ильгар Эльхан оглы Рагимов (азерб. İlqar Elxan oğlu Rəhimov; род. 7 февраля 1964, Баку) — азербайджанский государственный и спортивный деятель. Президент Национального паралимпийского комитета Азербайджана (1996—2023). Заместитель министра социальной защиты и труда Азербайджана.

## Биография
Ильгар Эльхан оглы Рагимов родился 7 февраля 1964 года в городе Баку. В 1986 году окончил Азербайджанский институт народного хозяйства по специальности «экономист». 
С 1986 по 1987 год работал экономистом в отделе финансов Низаминского района города Баку.
С 1987 по 1991 год работал ведущим советником и старшим экономистом Министерства финансов Азербайджанской ССР. С 1991 по 1993 год являлся советником службы экономики Президентского аппарата Азербайджана.
С 1993 года работает в Министерстве социальной защиты и труда Азербайджана. С 1993 по 1999 год был заместителем министра, с 1999 по 2004 год — первым заместителем министра, с ноября 2004 года — снова заместителем министра.
С 1997 года является членом партии «Новый Азербайджан». 
Президент Национального паралимпийского комитета Азербайджана (9 февраля 1996 — 23 июня 2023)

## Награды
- Орден «За службу Отечеству» 3-й степени (2 февраля 2016, по случаю 20-летнего юбилея создания Национального паралимпийского комитета Азербайджанской Республики и за заслуги в развитии паралимпийского движения в Азербайджане)[2][3].
- Орден «Труд» III степени (15 февраля 2021, в связи с 25-летием Национального паралимпийского комитета Азербайджанской Республики за заслуги в развитии азербайджанского спорта)[4].
- Орден «Слава» (6 сентября 2021, за высокие достижения на XVI Летних Паралимпийских играх в Токио и заслуги в развитии азербайджанского спорта)[5][6].